# Çanakkale

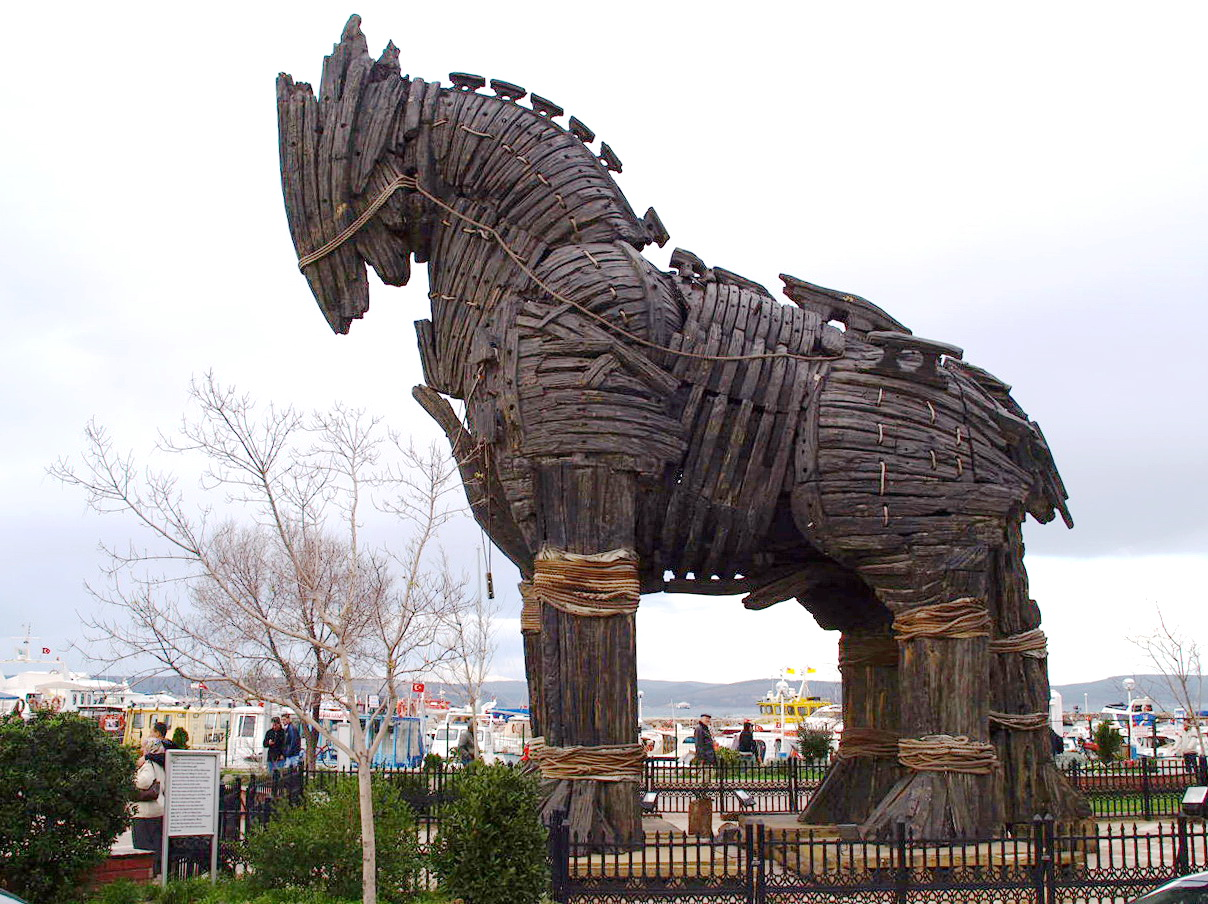
I Çanakkale finns trähästen från filmen Troja uppställd.

Çanakkale (uttalas /tʃa'nakale/) tidigare även Chanak är en hamnstad i Turkiet på den asiatiska sidan av Dardanellerna. Staden är huvudort i provinsen Çanakkale och hade 104 321 invånare i slutet av 2011. Färjerutten mellan Çanakkale och Gallipoli på andra sidan Dardanellerna förbinder Istanbul och Izmir och är därför mycket trafikerad.
Två kilometer från Çanakkale ligger den antika staden Abydos och cirka 70 km sydväst om staden ligger Kap Baba som är kontinenten Asiens västligaste fastlandspunkt. Çanakkale är också den moderna stad som ligger närmast antikens Troja. Den trähäst som användes i filmen Troja finns uppställd i staden efter en gåva av Brad Pitt.
Çanakkale var ursprungligen ett osmanskt fort med namnet Kale-i Sultaniye, "Sultanens fort". Orten blev senare känd för sitt krukmakeri och namnet blev därav Çanakkale, av çanak, "kruka", och kale, "fort".